# Eyvind Alnæs
Eyvind Alnæs (Frederikstad, 29 april 1872- Oslo, 24 december 1932) was een Noors componist, dirigent, pianist, organist en bestuurder op muziekgebied.

## Biografie
Zijn muzikale opleiding kreeg hij aan de voorloper van het Conservatorium van Oslo, maar hij werd pas echt beïnvloed door zijn verdere educatie aan de Felix Mendelssohnschool voor Muziek en Theater, zijn docent daarbij was Carl Reinecke, die daarmee een grote invloed kreeg op de klassieke muziek in Noorwegen. Vervolgens kon Alnaes nog genieten van een opleiding bij Julius Ruthard in Berlijn. Zijn muzikale loopbaan leek een voorspoedige start te hebben met uitvoeringen van bijvoorbeeld zijn Eerste symfonie. Maar toch werd hij min of meer gedwongen zich te beperken tot het leiding geven aan koren (er was in Noorwegen nauwelijks een orkest voorhanden). Verder had hij functies in allerlei organisaties, zoals de Noorse Componistenbond en TONO (Noorse Vereniging voor auteursrechten). Door dat drukke leven en het gebrek aan een echt orkest had hij nauwelijks tijd om grote werken te componeren, de helft van zijn oeuvre bestaat uit liederen (met begeleiding aan de piano of piano solo. De enige twee grote werken na 1900 waren het Pianoconcert in D Op.27 en de Tweede Symfonie. Om geld in het laatje te krijgen speelde hij voorts nog orgel in kerken. Hij neemt in de functie van organist een belangrijke plaats in de Noorse koorliteratuur in en schreef o.a. de voorspelen voor de koralen van de Noorse kerk in 1926.
Op 1 mei 1897 vond een concert in Oslo plaats waarbij zijn eerste vijf werken uit de opuslijst min of meer compleet en met aanvullingen werden uitgevoerd. Uitvoerenden waren Mally Lammers (zangeres), haar echtgenoot Thorvald Lammers (zanger), Gustav Lange (violist) en Martin Knutzen (pianist). Alle werken waren toen al eerder ten gehore gebracht.
In 1903 trouwde Alnæs met Emilie Thorne. Eyvind Alnæs is de vader van Milly Elise "Lise" Børsum (1908-1985), een Noorse verzetsheldin uit de Tweede Wereldoorlog en overlevende van het concentratiekamp Ravensbrück, en de grootvader van de Noorse actrice Bente Børsum (geboren in 1934).
Alnæs' naam is afkomstig van het plaatsje Alnes, alwaar zijn ouders woonden.

## Composities (selectie)
- Symfonie nr. 1
- Symfonie nr. 2
- Pianoconcert in D, Op.27
- Variations symphoniques
- Strijkkwartet
- Kantate ved hundreårsfestlighetene for den første norske utvandring til Amerika
- Variationer
- Fem sange til tekster av Robert Burns og Heinrich Heine
- Tre sange
- Fire mandskor til tekster av Per Sivle
- Seks sange til tekster af Hovden og Vinje
- Tre sange for en mellemstemme til tekster af Nils Collett Vogt
- Ten pianostykker over Norske folkeviser

- Bibsys: 90140849
- Biblioteca Nacional de España: XX5836126
- Bibliothèque nationale de France: cb13944798d (data)
- Gemeinsame Normdatei: 134910591
- International Standard Name Identifier: 0000 0000 8404 4107
- KulturNav: ef2a6b34-f72f-453b-abb8-a5461f020e73
- Library of Congress Control Number: n87127168
- Nationale Bibliotheek van Letland: 000037130
- MusicBrainz: 9d7c35a3-916a-48f2-9431-46c814ff0bde
- Nationale Bibliotheek van Tsjechië: mzk2012690313
- Nationale Bibliotheek van Israël: 987007401578705171
- Nationale Bibliotheek van Polen: a0000002902043
- Nederlandse Thesaurus van Auteursnamen: 275894320
- SNAC: w6fj2r07
- Système universitaire de documentation: 157616061
- Virtual International Authority File: 102398223
- WorldCat: E39PBJgXgqhBTwf3VgFPqQFh73